# Entrammes
Entrammes ist eine französische Gemeinde mit 2.278 Einwohnern (Stand: 1. Januar 2022) im Département Mayenne in der Region Pays de la Loire; sie gehört zum Arrondissement Laval und zum Kanton L’Huisserie. Die Einwohner werden Entrammais und Entrammaises genannt.
Die Gemeinde erhielt 2022 die Auszeichnung „Zwei Blumen“, die vom Conseil national des villes et villages fleuris (CNVVF) im Rahmen des jährlichen Wettbewerbs der blumengeschmückten Städte und Dörfer verliehen wird.

## Geographie
Entrammes liegt etwa zehn Kilometer südsüdöstlich von Laval am Fluss Mayenne, der die Gemeinde im Westen begrenzt. Umgeben wird Entrammes von den Nachbargemeinden Laval im Nordwesten und Norden, Bonchamp-lès-Laval im Norden, Forcé im Nordosten, Parné-sur-Roc im Osten, Maisoncelles-du-Maine im Südosten, Villiers-Charlemagne im Süden, Origné im Südwesten, Nuillé-sur-Vicoin im Westen sowie L’Huisserie im Westen und Nordwesten.
Ein Teil des Flugplatzes Laval-Entrammes liegt im nördlichen Gemeindegebiet. Durch Entrammes führt die Route nationale 162.

## Geschichte
863 wurde zwischen Karl dem Kahlen und dem bretonischen Herzog bzw. König Salomon der Vertrag von Entrammes geschlossen. Damit fiel ein kleiner Landstrich, der Entre-deux-Eaux, an die Bretagne.
Während des achten Religionskrieges gelang es der königlichen Armee mit Unterstützung englischer Auxiliartruppen am 2. Mai 1593, die katholische Liga bei Le Port-Ringeard zu besiegen. Der Sieg blieb jedoch für den Ausgang des Krieges weitgehend unbedeutend.
Am 26. Oktober 1793 kam es hier zur Schlacht bei Entrammes zwischen den republikanischen Truppen und den Aufständischen der Vendée. Dabei gelang es den vereinigten und zahlenmäßig etwa doppelt überlegenen Truppen der Vendée, die Republikaner deutlich zu schlagen.

## Bevölkerungsentwicklung
| Jahr                       | 1962 | 1968 | 1975 | 1982 | 1990 | 1999 | 2006 | 2019 |
| Einwohner                  | 1004 | 1019 | 1183 | 1582 | 1802 | 1847 | 2076 | 2255 |
| Quellen: Cassini und INSEE |      |      |      |      |      |      |      |      |

## Sehenswürdigkeiten
- Gallorömische Thermen, 1987 ausgegraben, seit 1988 in Teilen als Monument historique klassifiziert
- Kloster Port-du-Salut
- Kirche Saint-Étienne
- Schloss Vallon

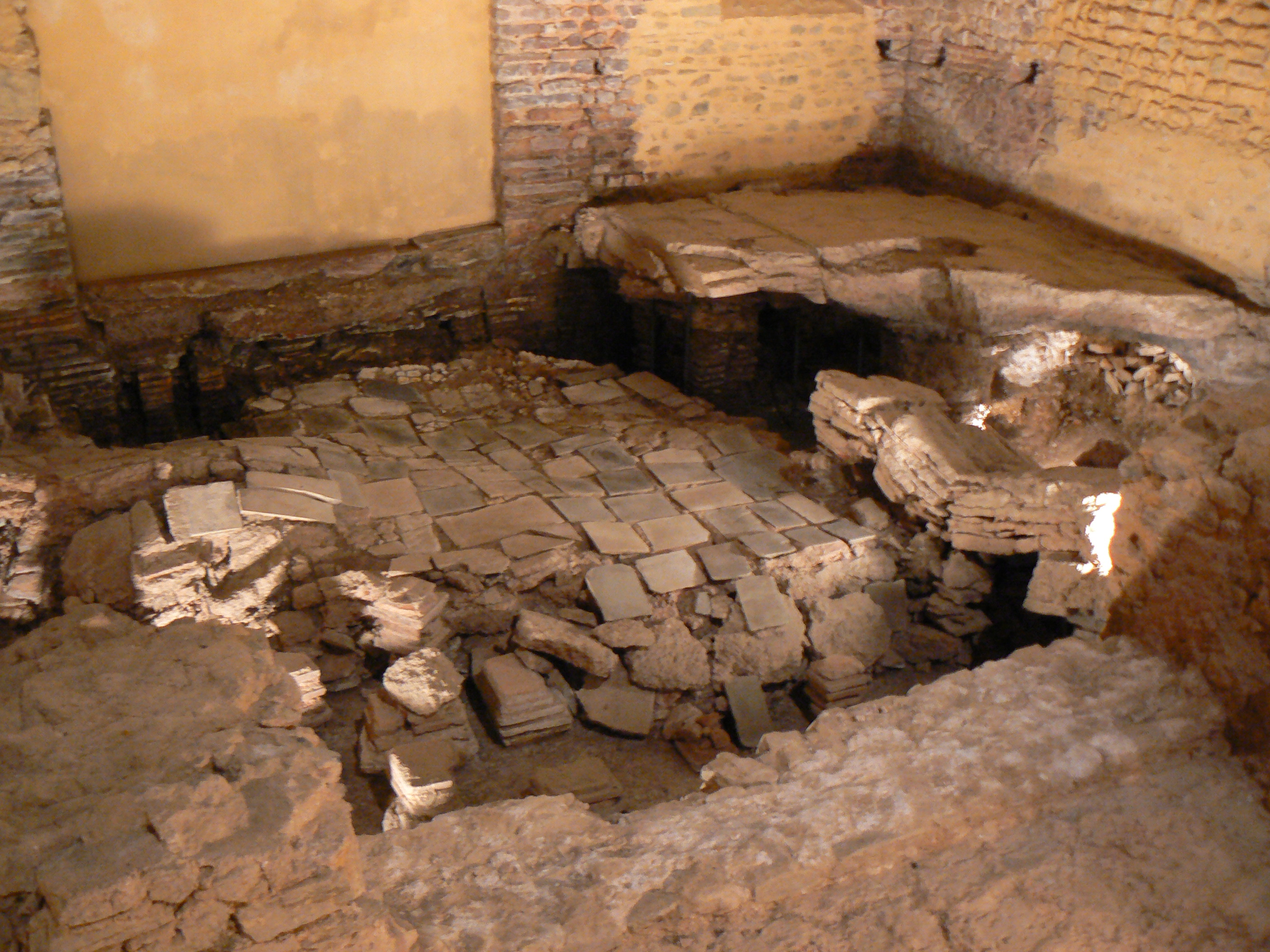
Gallorömische Thermen
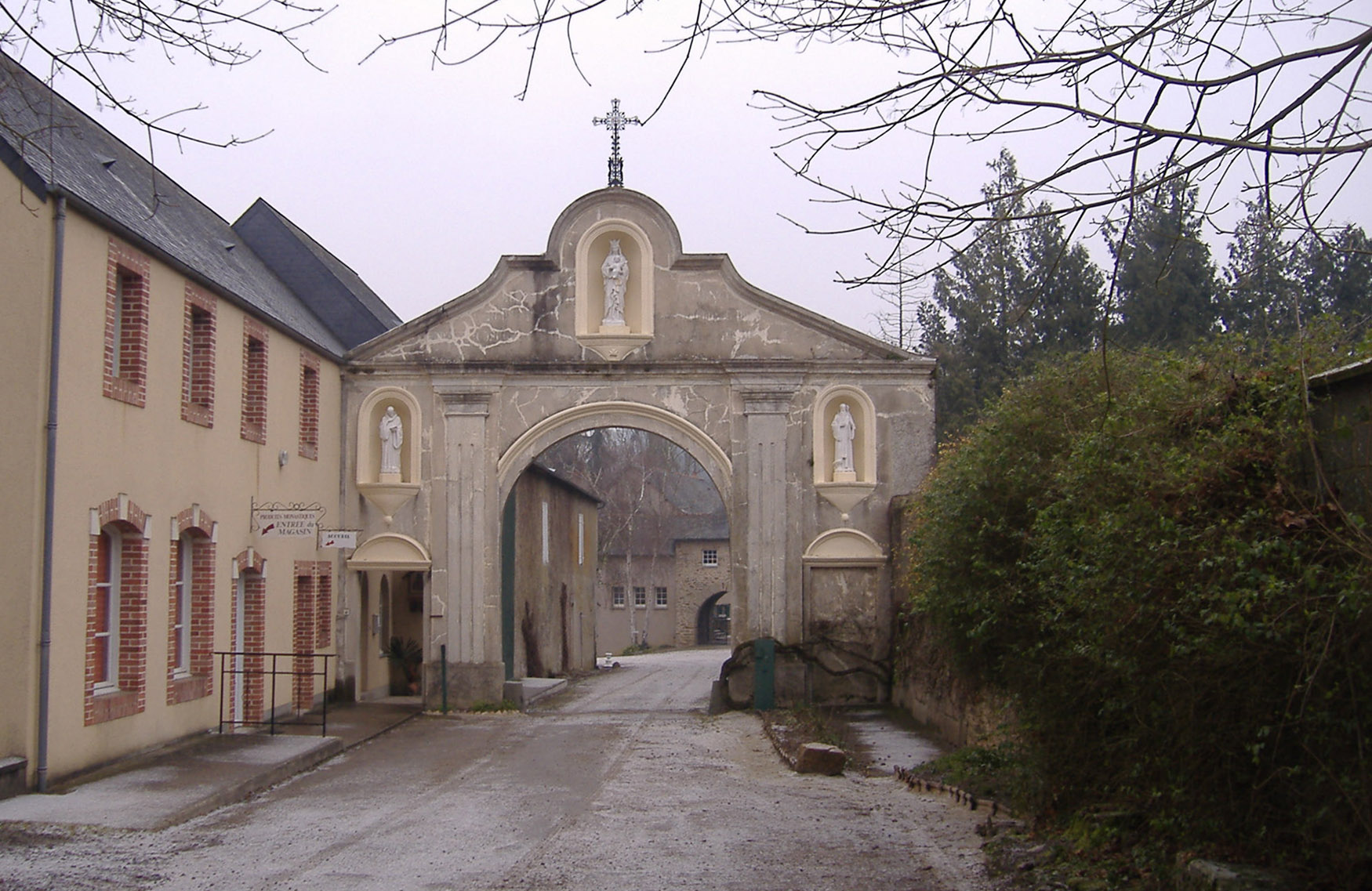
Kloster Port-du-Salut
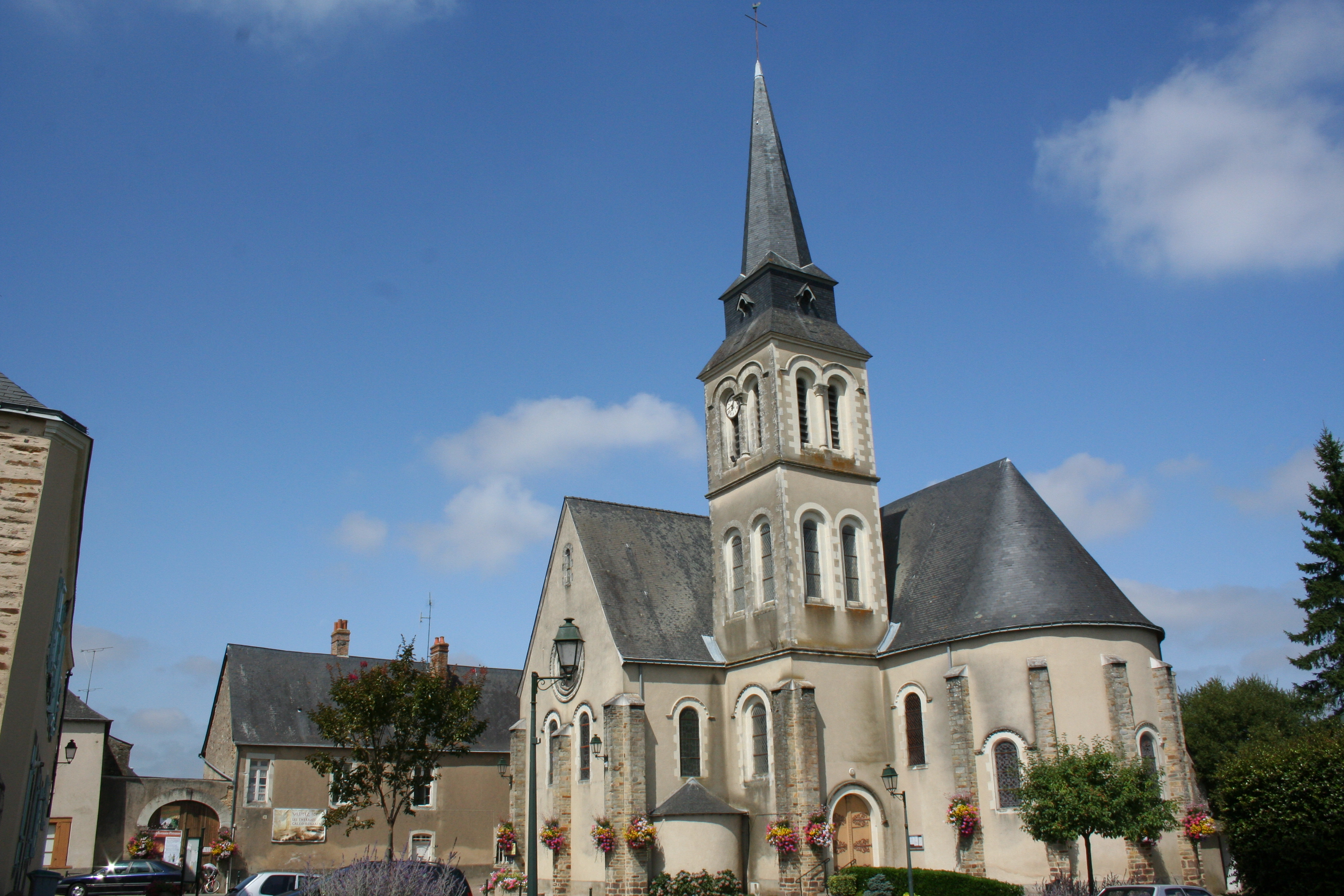
Kirche Saint-Étienne

## Persönlichkeiten
- Jean-Baptiste-Marie de Maillé de La Tour-Landry (1743–1804), Bischof von Gap (1777–1784), von Saint-Papoul (1784–1801) und von Rennes (1802–1804), geboren in Entrammes
- Bernard de Girmont (1758–1834), französischer Trappist und Abt, gestorben in Entrammes
- Maur Cocheril (1914–1982), französischer Trappist und Historiker, gestorben in Entrammes
- Emmanuel Besnier (* 1970), französischer Unternehmer, besitzt Schloss Vallon

## Gemeindepartnerschaft

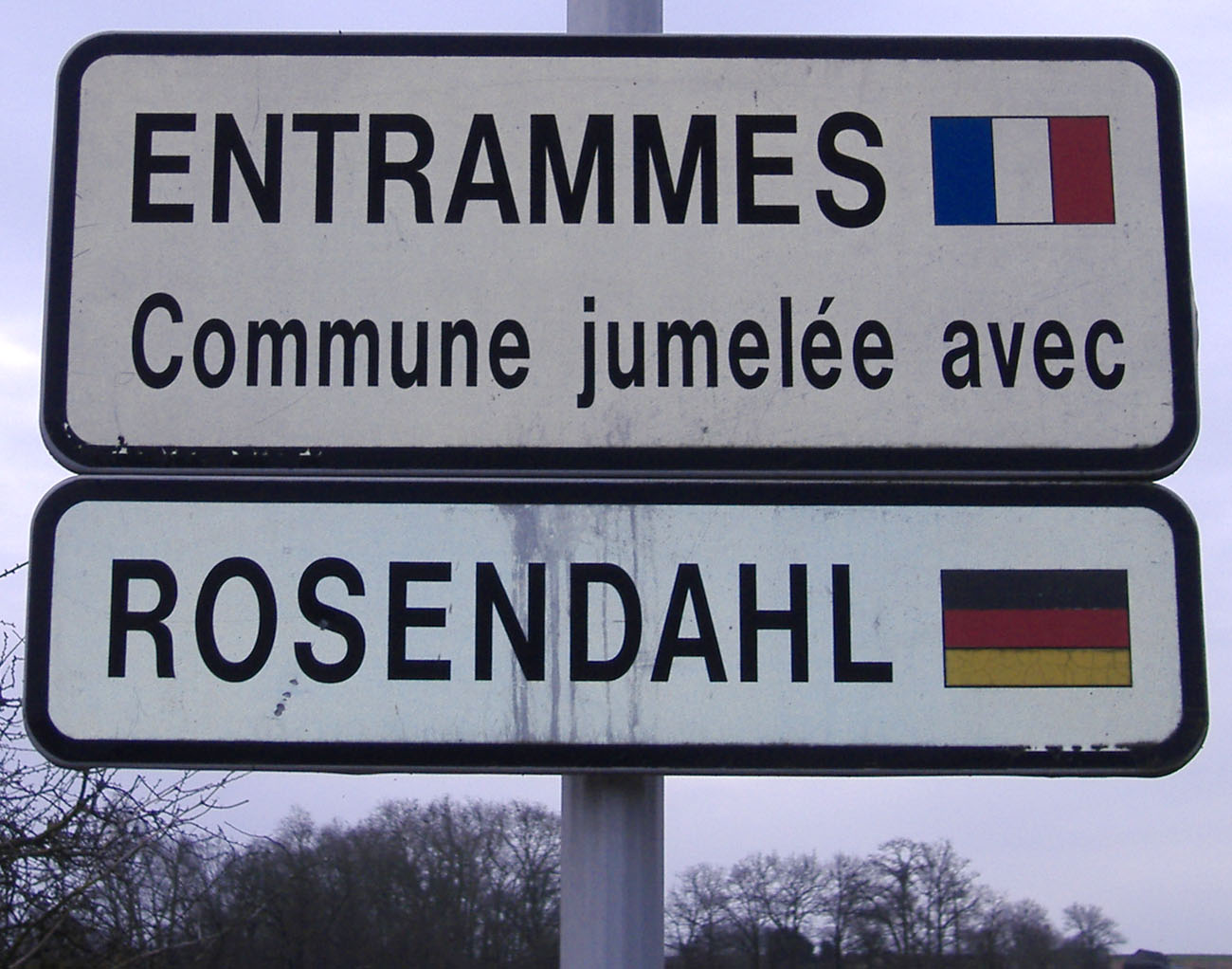
Partnerschaft mit Rosendahl

Mit der deutschen Gemeinde Rosendahl in Nordrhein-Westfalen besteht seit 1970 eine Partnerschaft.